# 드라큐라의 신부
《드라큐라의 신부》(The Brides Of Dracula)는 미국에서 제작된 테런스 피셔 감독의 1960년 공포 영화이다. 피터 커싱 등이 주연으로 출연하였고 안소니 힌즈 등이 제작에 참여하였다.

## 출연

### 주연
- 피터 커싱
- 마티타 헌트

### 조연
- 이본느 몬러
- 프리다 잭슨
- 마일즈 맬리슨

## 기타
- 미술: 버나드 로빈슨
- Ass-PD: 안소니 넬슨 케이스